# Heiðarhnúkur (bergstopp i Island, lat 64,91, long -14,25)
Heiðarhnúkur är en bergstopp i republiken Island. Den ligger i regionen Austurland, 400 km öster om huvudstaden Reykjavík. Toppen på Heiðarhnúkur är 1 031 meter över havet.
Trakten runt Heiðarhnúkur är nära nog obefolkad, med mindre än två invånare per kvadratkilometer. Närmaste större samhälle är Reyðarfjörður, omkring 14 kilometer norr om Heiðarhnúkur. Trakten runt Heiðarhnúkur består i huvudsak av gräsmarker.